# Замок Дийда-Тоувар
Замок Дийда-Тоувар (Інші назви замку — Дідівський замок, «Озерний замок», городище Дідово-тоувар). — одне з найменш вивчених укріплень Закарпаття, руїни якої розташовані в селі Дийда Берегівського району Закарпатської області, що існував з ХІ по ХІІІ століття.

## Історія
Перша фортеця на місці замку (Урочище Товар) була споруджена в IV тисячолітті до нашої ери.
Сам замок існував з ХІ по ХІІІ століття, коли місцевість, що входила до Угорського королівства заселили слов'яни або угри. Перша згадка про замок в документах — 1274 рік.
У 1356 році згадується Дейда, поруч ним вининикає село Меезвгомок або просто Гомок. Ці два села в радянський час об'єднали в село Дідово (Дийда). У 1566 році Дийда була зруйнована татарами, як і Замок Ґутівар.
Місцеві жителі аж до кінця XVII століття укріпляли старі стіни на замчищі, про що свідчать знахідки уламків цегли.
Хоча, замок жодного разу не згадується в джерелах, його існування досліджено тільки археологічно. У 1881 році городище дослідив краєзнавець Тиводар Легоцький, який побачив лише сліди земляних укріплень та залишки кам'яних і цегляних споруд. У 1930 році співробітники Мукачівського музею провели розкопки. Вони виявили крім середньовічних залишок також палеолітичні і енеолітичні шари.
Археологічні дослідження на пам'ятці здійснювала археологічна експедиція Інституту карпатознавства Ужгородського державного університету (Балагурі, Котигорошко, 1982). В наші часи дослідження проводилися у 1998 та 2005 роках.
На нинішній день укріплення заплили, висота валу і глибина рову — метр-півтора.

## Розташування і план замку
Фортеця була зведена на узвишеному місці енеолітичного городища, навколо якого розкидалася заболочена рівнина. Згодом фортецю зруйнували і біля трьох тисяч років тому на пагорбі оселилися представники культури Отомань.
Замок мав діаметр близько 40 метрів, по колу ішов рів та вал. Міський посад був розмірами 112 на 107 метрів, також був укріплений. Тобто, було дві лінії укріплень. Потрапити до посаду можна було через два дерев'яні мости. Один з них мав довжину 300 метрів, а інший — 400. В центрі замку була кам'яна споруда, яка теж входила до системи укріплень.
За іншими даними, замок був невеликим і мав діаметр 25 метрів та був обнесений трьома земляними валами, в центрі якого знаходилося основне замкова споруда, за деякою інформацією, побудована з глини.